# John Hodge (ingénieur)
Pour les articles homonymes, voir John Hodge.
John Dennis Hodge est un ingénieur en aérospatial britannique né en 1929 à Leigh-on-Sea et mort le 19 mai 2021 à Herndon.

## Biographie
Il travaille pour le projet d'intercepteur à réaction Avro Canada CF-105 Arrow. Quand ce projet est annulé en 1959, il intègre le groupe de travail sur l'espace de la National Aeronautics and Space Administration (Nasa), qui est la base du centre spatial Lyndon B. Johnson de Houston. Au cours de sa carrière à la Nasa, il travaille comme directeur de vol et planificateur.
De nouveau à la NASA dans les années 1980, il travaille comme responsable du projet de station spatiale Freedom, qui devint plus tard la Station spatiale internationale. Il est également administrateur du Département des Transports des États-Unis.